# شعالة (الباب)
شعالة  قرية سوريّة تتبع إداريّاً لمحافظة حلب منطقة الباب ناحية مركز الباب، بلغ تعداد سكانها 757 نسمة حسب التعداد السكاني لعام 2004.